# Pracovní poměr
Pracovní poměr je smluvní vztah mezi zaměstnavatelem a zaměstnancem, jehož předmětem je pracovní činnost, kterou se zaměstnanec zavazuje za mzdu, popř. plat, pro zaměstnavatele vykonávat. Sjednává se podle platných právních norem, v České republice podle ustanovení zákoníku práce, který mj. stanoví, že musí být vždy uzavřen písemnou formou. Může být uzavřen jak na dobu neurčitou, kdy vzniká trvalý pracovní poměr, tak i na dobu určitou, po jejímž uplynutí skončí. Možná je i práce konaná mimo pracovní poměr (tzv. na dohodu), která umožňuje větší flexibilitu zaměstnance.

## Druhy pracovního poměru
V minulosti zákoník práce v Československu a České republice rozlišoval hlavní pracovní poměr a vedlejší pracovní poměr. Od roku 2006 existuje v České republice pouze jeden druh pracovního poměru, i když má pracovník více pracovních poměrů současně.
V rámci sjednání pracovního poměru lze sjednat výši pracovního úvazku. Pracovní úvazek není v české legislativě zákonný pojem, řada zaměstnavatelů jej však používá pro vymezení délky stanovené týdenní pracovní doby zaměstnance podle § 79 zákoníku práce (č. 262/2006 Sb.) – tzv. plný pracovní úvazek. Ustanovení § 80 umožňuje sjednat kratší pracovní dobu (tzv. částečný či zkrácený pracovní úvazek, například poloviční). Částečné úvazky se přepočítávají na plné pomocí ekonomického ukazatele FTE. Termín „pracovní úvazek“ používá také například směrnice Rady 97/81/ES ze dne 15. prosince 1997 o rámcové dohodě o částečném pracovním úvazku uzavřené mezi organizacemi UNICE, CEEP a EKOS.
Pracovní poměr je jedním z typů základního pracovněprávního vztahu. Jiným typem jsou právní vztahy založené dohodami o pracích konaných mimo pracovní poměr (dohoda o pracovní činnosti, dohoda o provedení práce). Není-li v zákoníku práce stanoveno jinak, vztahuje se na práci konanou na základě dohod o pracích konaných mimo pracovní poměr úprava pro výkon práce v pracovním poměru. V dohodách o pracích konaných mimo pracovní poměr není zaměstnavatel povinen rozvrhnout zaměstnanci pracovní dobu a nevztahují se na ně například ustanovení o dovolené, překážkách v práci na straně zaměstnance, odstupné, převedení na jinou práci, cestovní náhrady atd.

## Vznik pracovního poměru
Pracovní poměr se zakládá pracovní smlouvou a vzniká dnem, který v ní byl určen jako den nástupu do práce. V pracovní smlouvě musí být vždy kromě určení zaměstnavatele a zaměstnance uvedeno:
- druh práce,
- místo výkonu práce,
- den nástupu do práce.

Tyto náležitosti jsou povinné, bez nich pracovní smlouva není platná. Výše mzdy či platu nemusí být ve smlouvě uvedena, ale do 7 dnů od vzniku pracovního poměru musí být doplněna, stejně jako konkrétní práce nebo doba dovolené. Obě strany si mohou dohodnout i další podmínky (služební auto, pružnou pracovní dobu apod.). V pracovní smlouvě se může sjednat zkušební doba, která může činit maximálně 3 měsíce. Také zde lze sjednat konkurenční doložku. Pracovní smlouva musí být vždy písemná, nedodržení této podmínky však nezakládá neplatnost smlouvy. Pracovní poměr tedy může vzniknout i ústní dohodou či mlčky, avšak zaměstnavatel se vystavuje vysoké pokutě od inspektorátu práce.
Další způsob vzniku pracovního poměru je jmenováním do funkce.

## Změny pracovního poměru
Sjednaný obsah v pracovní smlouvě lze měnit jen tehdy, dohodnou-li se na změně zaměstnanec i zaměstnavatel. Změnu je nutné dohodnout písemně. Zaměstnavatel musí převést zaměstnance na jinou práci, pokud:
- zaměstnanec ztratí na základě lékařského posudku ze zdravotních důvodů způsobilost konat dosavadní práci,
- je-li to na základě lékařského posudku v zájmu ochrany zdraví jiných osob před přenosnými nemocemi,
- je-li to pravomocné rozhodnutí soudu nebo správního úřadu nebo
- koná-li těhotná žena, kojící matka nebo matka do devíti měsíců po porodu práci, kterou nesmí konat.

Zaměstnavatel může převést zaměstnance na jinou práci na základě dohody, nebo i bez jeho souhlasu, jestliže:
- pracovník nemá dlouhodobě dobré pracovní výsledky a byl k nápravě v posledním roce písemně vyzván, nebo nesplňuje kvalifikační předpoklady pro výkon práce anebo závažně nebo opakovaně poruší pracovní kázeň,
- zaměstnanec je trestně stíhán za trestný čin, spáchaný v souvislosti s vykonávanou prací,
- pozbyl-li zaměstnanec dočasně předpoklady pro výkon práce,
- nemůže-li zaměstnanec konat práci pro prostoje způsobené nepříznivými povětrnostními vlivy nebo
- jedná-li se o odvrácení živelní pohromy nebo hrozící nehody či zmírnění jejich následků.

## Základní práva a povinnosti vyplývající z pracovního poměru
Zaměstnavatel je povinen od vzniku pracovního poměru zaměstnanci přidělovat práci podle pracovní smlouvy, platit mu za vykonanou práci a vytvářet řádné podmínky pro plnění jeho pracovních úkolů.
Zaměstnanec je povinen práci konat osobně a v zaměstnavatelem rozvržené pracovní době. Je povinen pracovat podle svých sil, znalostí a schopností, musí kvalitně a včas plnit pokyny zaměstnavatele a jemu nadřízených zaměstnanců, má řádně hospodařit se svěřenými prostředky a chránit majetek zaměstnavatele. Pokud jde o vedoucího zaměstnance, má navíc mj. odpovědnost za řízení a kontrolu jemu podřízených zaměstnanců, za organizaci práce a za vytváření příznivých pracovních podmínek. Všichni zaměstnanci mohou podnikat v oboru své práce u zaměstnavatele jen s jeho předchozím písemným souhlasem, který může být kdykoli odvolán. To se ale netýká vědecké, pedagogické, publicistické, literární a umělecké činnosti.
Zaměstnanci ve správních úřadech, policii, ozbrojených silách, justici a dalších podobných institucích, které zabezpečují výkon veřejné správy, mají navíc povinnost jednat a rozhodovat nestranně, zachovávat mlčenlivost a nepřijímat dary a jiné výhody, s výjimkou darů a výhod od zaměstnavatele. Dále nesmí být členy řídících nebo kontrolních orgánů právnických osob provozujících podnikatelskou činnost, ledaže tam byli vysláni svým zaměstnavatelem, a sami mohou podnikat v jakékoliv oboru jen s jeho předchozím písemným souhlasem (ledaže jde opět o činnost vědeckou, pedagogickou, publicistickou, literární nebo uměleckou nebo o správu vlastního majetku).

### Pracovní doba
Pracovní dobu určuje a rozvrhuje do jednotlivých pracovních směn zaměstnavatel, její týdenní délka ale nesmí obecně přesáhnout 40 hodin týdně a při rovnoměrném rozvržení pracovních směn jedna směna 9 hodin, při nerovnoměrném 12 hodin. V pracovní době je zaměstnanec povinen být na svém pracovišti.
Zaměstnavatel je povinen poskytnout zaměstnanci nejdéle po šesti hodinách nepřetržité práce pracovní přestávku na jídlo a oddech nejméně v délce 30 minut, mladistvým po čtyřech a půl hodinách. Poskytnuté přestávky na jídlo a oddech se nezapočítávají do pracovní doby a neposkytují se na začátku a na konci pracovní doby.

## Ukončení pracovního poměru

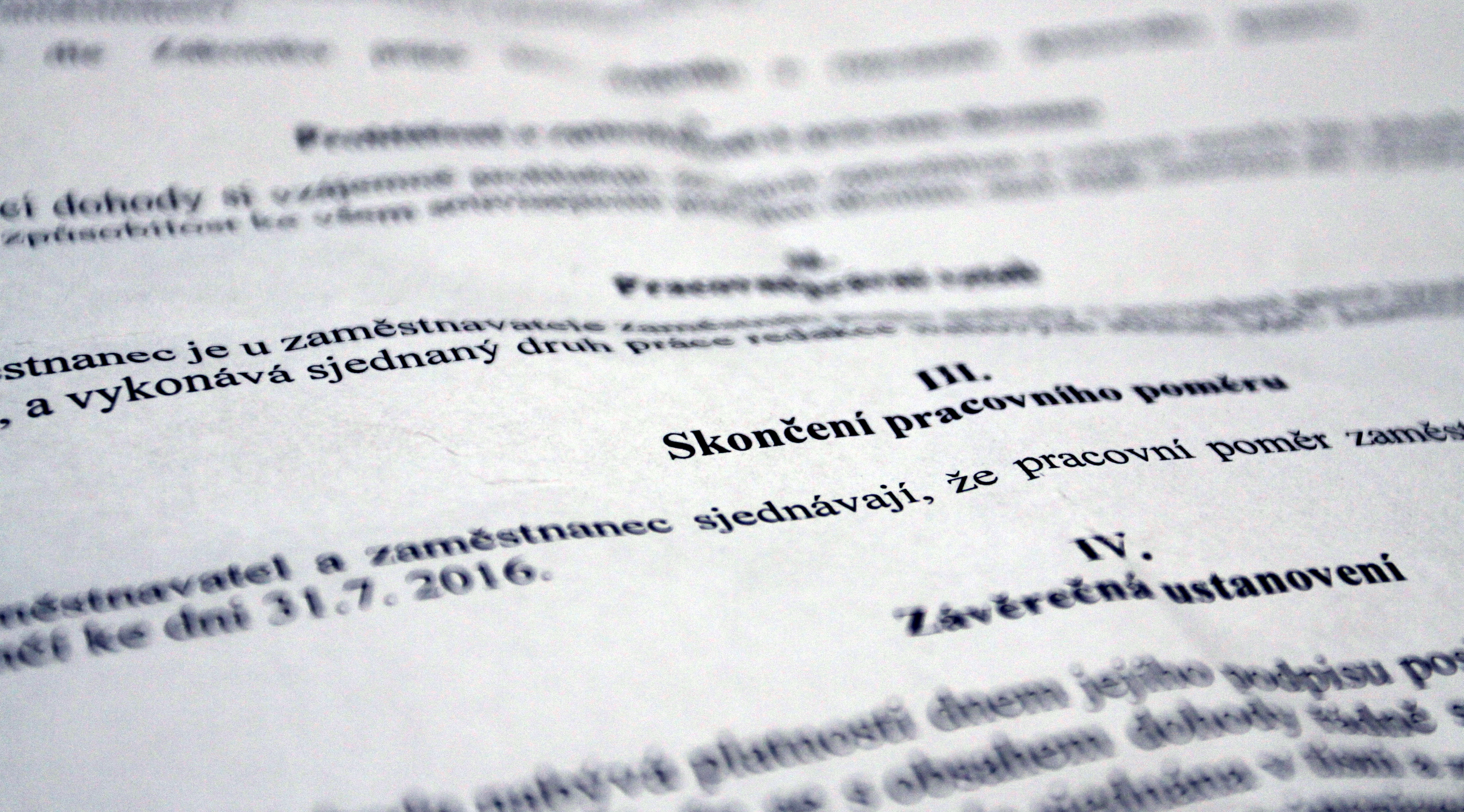
Ilustrační fotografie o ukončení pracovního poměru dohodou

Zánik nebo změna pracovního poměru musí být prováděna vždy v souladu s ustanoveními zákoníku práce. Ten pro české občany definuje celkem pět způsobů, jak může být pracovní poměr ukončen:
1. dohodou,
2. výpovědí,
3. okamžitým zrušením,
4. zrušením ve zkušební době,
5. uplynutím doby, byl-li sjednán na dobu určitou.

### Dohoda
Jestliže se zaměstnanec se zaměstnavatelem dohodnou na rozvázání pracovního poměru, potom tento pracovní poměr končí dohodnutým dnem. Musí být uzavřena písemně a musí v ní být uvedeny důvody rozvázání, jestliže to požaduje zaměstnanec.

### Výpověď
Výpověď může podat zaměstnanec i zaměstnavatel. Musí být písemná a doručena druhému účastníku, jinak je neplatná. Nepřevzetí výpovědi může být posuzováno jako porušení pracovní kázně. Zaměstnance neomlouvá změna bydliště (např. o dovolené), protože je povinen oznámit tuto skutečnost svému zaměstnavateli. Jestliže pošta vrátí výpověď jako nedoručitelnou, platí výpověď ode dne, kdy byla vrácena poštou jako nedoručitelná. Výpovědní doba je minimálně dvouměsíční.
Zaměstnanec může dát výpověď z jakéhokoli důvodu. Zaměstnavatel pouze mimo ochrannou dobu (např. úmyslně nezaviněná pracovní neschopnost, těhotenství, mateřská dovolená) a jen ze zákonem uznaných důvodů (např. ruší-li se zaměstnavatel, stane-li se zaměstnanec nadbytečným, dlouhodobě pracovně nezpůsobilým ze zdravotních důvodů nebo nemá-li dlouhodobě dobré pracovní výsledky či závažně nebo opakovaně poruší pracovní kázeň).

### Okamžité zrušení
Okamžitě, tzn. ke dni zrušení, může zaměstnavatel zrušit pracovní poměr jen tehdy, když zaměstnanec:
- je odsouzen za úmyslný trestný čin na dobu delší než jeden rok (půl roku, když jej spáchal v souvislosti s pracovním poměrem) nebo
- zvlášť hrubě poruší pracovní kázeň.

Zaměstnanec pak pouze tehdy, když:
- nedostane mzdu či plat do patnácti dnů od data splatnosti nebo
- na základě lékařského posudku nemůže vykonávat jeho zdraví ohrožující práci a zaměstnavatel mu neumožní přejít na jinou práci.

## Práce konaná mimo pracovní poměr
Vedle pracovního poměru upravuje české právo ještě další dvě formy závislé práce. Jejich výhodou je flexibilita výkonu práce, ale zaměstnanec v jejich rámci nepožívá všechna práva jako v klasickém v pracovním poměru (např. jednostranné zrušení dohody zaměstnavatelem, omezené odvody). Novela zákona č. 365/2011 Sb. z roku 2012 zavedla pojištění zaměstnance při splnění určitých podmínek.

### Dohoda o provedení práce
Je uzavírána s fyzickou osobou, jestliže předpokládaný rozsah práce, na který se dohoda uzavírá, není větší než 300 hodin ročně. Tuto dohodu lze sjednat pouze písemně. Z odměny se nesráží zdravotní ani sociální pojištění. Sociální a zdravotní pojištění zaměstnavatel neplatí, brigádník nemá tedy nárok na nemocenskou s výjimkou studentů, kteří jsou pojištěni státem. Tento pracovněprávní vztah zaniká provedením práce.

### Dohoda o pracovní činnosti
Dohodu o pracovní činnosti musí zaměstnavatel uzavřít, jde-li o pracovní činnost vykonávanou v rozsahu větším než 100 hodin ročně, ale může být uzavřena i na rozsah menší. Lze ji uzavřít i na dobu neurčitou. Dohoda musí být písemná a musí v ní být uvedena mzda, jinak je neplatná. Výpovědní doba je 15denní. Lze sjednat nárok na dovolenou.
Odměna za dohodu o pracovní činnosti podléhá v plném rozsahu jak dani z příjmu, tak zdravotnímu i sociálnímu pojištění. Sociální a zdravotní pojištění platí zaměstnavatel, nárok na nemocenskou vzniká hned první den. Pojištění se neplatí pouze v případě, že brigádník nepracuje více než sedm dní za sebou a nevydělá si více než 400 Kč.